# Зыкова (Иркутская область)
Зыкова — деревня в Иркутском районе Иркутской области России. Входит в состав Оёкского муниципального образования. Деревня Зыкова также известна как Металлист (по названию подсобного хозяйства завода имени Куйбышева). Находится примерно в 35 км к северу от районного центра. Из природных достопримечательностей выделяется родник

## Население
| 2002 | 2010 | 2011 | 2012 |
| ---- | ---- | ---- | ---- |
| 173  | ↘167 | ↗168 | ↗169 |

По данным Всероссийской переписи, в 2010 году в деревне проживало 167 человек (86 мужчин и 81 женщина). По данным бюллетеня Иркутскстата «Численность населения» в 2016 году в Зыкова проживало 182 жителя, в 2017 году — 179 жителей, в 2018 году — 179 жителей, в 2019 году — 176 жителей, в 2020 году — 180 жителей.